# Chebli
Chebli är en ort i Algeriet.   Den ligger i provinsen Blida, i den norra delen av landet, 20 km söder om huvudstaden Alger. Chebli ligger 56 meter över havet och antalet invånare är 19 901.
Terrängen runt Chebli är platt norrut, men söderut är den kuperad. Terrängen runt Chebli sluttar norrut.Runt Chebli är det tätbefolkat, med 511 invånare per kvadratkilometer. Närmaste större samhälle är Alger, 19,7 km norr om Chebli. Trakten runt Chebli består till största delen av jordbruksmark.